# Lasiocroton fawcettii
Lasiocroton fawcettii là một loài thực vật có hoa trong họ Đại kích. Loài này được Urb. mô tả khoa học đầu tiên năm 1909.